# 障害のある児童及び生徒のための教科用特定図書等の普及の促進等に関する法律
障害のある児童及び生徒のための教科用特定図書等の普及の促進等に関する法律（しょうがいのあるじどうおよびせいとのためのきょうかようとしょとうのふきゅうのそくしんとうにかんするほうりつ、平成20年6月18日法律第81号）は、小学校と中学校における教科用特定図書等の無償給与を行い、障害を有する児童生徒に対応する教科書の普及を促進させることに関する法律である。

## 制定の趣旨
この法律は、参議院文教科学委員会の議員立法である。その提出時に文教科学委員長は、法律の趣旨を次のよう説明している。

　憲法には、すべて国民は、その能力に応じて、ひとしく教育を受ける権利を有すると規定されております。また、教育基本法には、国と地方公共団体に対し、障害の状態に応じ、十分な教育を受けられるよう、教育上の必要な支援が義務付けられております。
　しかし、現実には、障害者は障害のない人に比べて大きな負担を強いられながら教育を受けている場合も見受けられます。例えば、本法律案提出のきっかけとなった小中学校の通常学級や高等学校に在学する弱視の児童生徒については、その多くが、ルーペ等を使用しながら学校教育を受けているため、教科書の読解や授業の進度に苦労するなど、大きなハンディキャップを背負って勉強しております。この問題を解決するためには、教科書の文字、図形等を拡大した拡大教科書が必要となることから、小中学校の通常学級で学ぶ弱視の児童生徒に対しては、平成十六年度から予算措置により拡大教科書の無償給与が始まりましたが、その作成のほとんどを各地のボランティア団体等に依存しているため、限られた教科と部数しか供給されていません。
　また、近年、教科書等について、視覚障害に限らず、例えば発達障害のある児童生徒など、様々な障害等を有する児童生徒にとって可能な限り使いやすいものとするように配慮していくことが求められております。
　こうした現状にかんがみ、本法律案は、幅広く障害等のある児童生徒に配慮した教科書等の普及促進等を目指そうとするものであります。

## 目的
教育の機会均等の趣旨にのっとり，障害のある児童及び生徒のための教科用特定図書等（※）の発行の促進を図るとともに，その使用の支援について必要な措置を講ずること等により，教科用特定図書等の普及の促進等を図り，もって障害その他の特性の有無にかかわらず児童及び生徒が十分な教育を受けることができる学校教育の推進に資すること（第1条）。
※　教科用特定図書等とは，教科用拡大図書，教科用点字図書その他障害のある児童及び生徒の学習の用に供するため作成した教材であって検定教科用図書等に代えて使用し得るものをいう（第2条第1項）。

## 高等学校
この法律による教科用特定図書等の無償給付は、小中学校（これに対応する特別支援学校、義務教育学校、中等教育学校を含む）に在学する視覚障害その他の障害のある児童及び生徒が対象である（第10条）。高等学校については附則第2条で「国は、高等学校において障害のある生徒が使用する教科用拡大図書等の普及の在り方並びに特別支援学校に就学する児童及び生徒について行う援助の在り方について検討を行い、その結果に基づいて所要の措置を講ずるものとする。」とされたが、2021年6月8日の参議院文教科学委員会において、「一般の高校に通う弱視の生徒さんが拡大教科書を使う場合、通常の検定教科書の数十倍、安いもので一万数千円、一冊の教科書を分冊した拡大教科書では数万円に及ぶ費用を自己負担しなければなりません」との舩後靖彦議員の指摘に対し、文科省初等中等教育局長は、「文部科学省としても認識をしているところでございまして、どのような対応が可能か、引き続き検討」と答弁し、具体的な対応は示さなかった。